# Raffaello Alliegro
Raffaello Alliegro (30 maggio 1964) è un ex mezzofondista e maratoneta italiano.

## Biografia
Ha partecipato ai Mondiali di corsa campestre nel 1988 (63º posizione con il tempo di 37'07"), nel 1989 (68º posizione con il tempo di 42'24") e nel 1990 (73º posizione con il tempo di 36'02"). Nel 1993 si è piazzato in 15º posizione in Coppa del Mondo di maratona, con il tempo di 2h12'37". Nel 1994 ha partecipato agli Europei, chiudendo la maratona in 25º posizione con il tempo di 2h16'16".

## Palmarès
| Anno | Manifestazione    | Sede          | Evento      | Risultato | Prestazione | Note |
| ---- | ----------------- | ------------- | ----------- | --------- | ----------- | ---- |
| 1988 | Mondiali di cross | Auckland      | Corsa breve | 63º       | 37'07"      |      |
| 1988 | Mondiali di cross | Auckland      | A squadre   | 5º        | 272 p.      |      |
| 1989 | Mondiali di cross | Stavanger     | Corsa breve | 68º       | 42'24"      |      |
| 1989 | Mondiali di cross | Stavanger     | A squadre   | 8º        | 318 p.      |      |
| 1990 | Mondiali di cross | Aix-les-Bains | Corsa breve | 70º       | 36'02"      |      |
| 1990 | Mondiali di cross | Aix-les-Bains | A squadre   | 6º        | 289 p.      |      |
| 1994 | Europei           | Helsinki      | Maratona    | 25º       | 2h16'16"    |      |

## Campionati nazionali
1988
- 7º ai campionati italiani assoluti, 10000 m piani - 29'24"12
- 8º ai campionati italiani di corsa campestre - 36'11"

1990
- 7º ai campionati italiani di corsa campestre - 35'34"

1991
- 5º ai campionati italiani assoluti, 10000 m piani - 29'16"49
- Oro ai campionati italiani di maratonina - 1h04'39"

## Altre competizioni internazionali
1988
- 13º alla Cinque Mulini ( San Vittore Olona) - 34'01"2
- 8º al Cross della Vallagarina ( Villa Lagarina) - 28'44"3

1989
- 7º alla BOclassic ( Bolzano) - 29'01"
- 9º al Cross di Alà dei Sardi ( Alà dei Sardi) - 33'53"3

1990
- 7º alla BOclassic ( Bolzano) - 29'04"
- 4º al Campaccio ( San Giorgio su Legnano) - 35'51"
- Bronzo al Cross della Vallagarina ( Villa Lagarina) - 29'20"5

1991
- Argento alla Maratona di Torino ( Torino) - 2h10'56"
- 7º al Giro podistico internazionale di Castelbuono ( Castelbuono) - 33'48"
- 30º al Campaccio ( San Giorgio su Legnano)

1992
- 13º alla Maratona d'Italia ( Carpi) - 2h19'05"
- 6º alla Stramilano ( Milano) - 1h02'49"
- 11º al Giro podistico internazionale di Castelbuono ( Castelbuono)
- 9º alla BOclassic ( Bolzano) - 29'13"

1993
- Argento alla Maratona di Torino ( Torino) - 2h12'11"
- 11º alla Stramilano ( Milano) - 1h03'10"
- 5º al Giro al Sas ( Trento), 12 km - 36'38"
- 7º al Giro podistico internazionale di Castelbuono ( Castelbuono) - 34'01"
- 12º alla BOclassic ( Bolzano) - 29'24"

1994
- 8º alla Maratona d'Italia ( Carpi) - 2h14'46"
- 13º alla BOclassic ( Bolzano) - 29'41"

1995
- 15º alla BOclassic ( Bolzano) - 29'47"

1996
- 15º alla Stramilano ( Milano) - 1h07'44"
- 18º alla Cinque Mulini ( San Vittore Olona) - 37'56"
- 10º al Cross della Vallagarina ( Villa Lagarina) - 29'12"

2000
- 57º alla Stramilano ( Milano) - 1h06'43"